# Annie Hall
Annie Hall je romantična komedija iz 1977. koju je režirao Woody Allen. To je Allenov sedmi dugometražni film i po mnogim kritičarima ujedno i njegov najbolji. Radnja se vrti oko intelektualca/komičara koji u New Yorku živi depresivan i neuspješan ljubavni život sve dok se ne zaljubi u junakinju iz naslova. "Annie Hall" se nalazi i na listi 250 najboljih filmova svih vremena na siteu IMDb.com.

## Filmska ekipa
Režija: Woody Allen
Glume: Woody Allen ( Alvy Singer ), Diane Keaton ( Annie Hall ), Tony Roberts ( Rob ), Carol Kane ( Allison ), Christopher Walken ( Duane Hall ) i drugi. 

## Radnja
New York. Alvy Singer je stand-up komičar židovskog porijekla koji se bori protiv svakodnevnih neuroza i osobnih problema kojima gnjavi svojeg prijatelja Roba. Sve njegove veze završile su neuspješno, ali je onda sreo djevojku Annie dok je igrao tenis te ju je pozvao na večeru. Ubrzo su njih dvoje postali ljubavni par, ali su se opet pojavili problemi oko njihovih različitih pojmova veze. Iako se trudio održati vezu, raspala se. Annie je preselila u Los Angeles a Alvy ju je neuspješno pokušao uvjeriti da mu se vrati jer ju još voli. Na kraju je to obradio u svojoj drami.

## Nagrade
- Osvojen Zlatni globus ( najbolja glumica u komediji ili mjuziklu Diane Keaton ) i 4 nominacije ( najbolji film - komedija ili mjuzikl, režija, scenarij, glumac u komediji ili mjuziklu Woody Allen ).
- 4 osvojena Oscara ( najbolji film, režija, scenarij, glavna glumica Diane Keaton ) i jedna nominacija ( najbolji glavni glumac Woody Allen ).
- 5 osvojene BAFTA-e ( najbolji film, režija, scenarij, montaža, glavna glumica Diane Keaton ).

## Zanimljivosti
- Pravo ime Diane Keaton je Diane Hall, a njen nadimak je "Annie".
- Sigourney Weaver je debitirala kao glumica malom ulogom u ovom filmu, kao Alvyev spoj na kraju filma.
- Allen je htio da Federico Fellini nastupi u maloj polufantastičnoj sceni u kojoj ALvy i Annie čekaju u dugom redu a neki pseudointelektualac razgovara o filmu "Satyricon". No on je odbio pa je nastupio Marshall McLuhan.
- Allen je isprva snimio scenu u kojoj znak za promet daje Alvyu "savjet" da ide k Annie u Los Angeles te ju pokuša osvojiti natrag. Scena je snimljena, ali se Allenu učinila previše šečerastom pa ju je izbacio. Ipak, kasnije se upotrijebila u komediji "L. A. Story" u kojoj je nastupio Steve Martin.

## Kritike
"Annie Hall" je bio gotovo jednoglasno hvaljen film u kojem je Woody Allen uspješno prešao u dramaturške vode, balansirajući priču između komedije i drame. Za razliku od njegovih prethodnih filmova, Allen je u ovom humor uzvisio na višu razinu po uzoru na ostvarenja koja je radio Billy Wilder pa tako smijeh ponajviše izazivaju dijalozi. Neki su prigovarali da se u filmu ništa ne događa i da se previše priča te su kritizirali odluku akademije da mu daju Oscara za najbolji film, a ne spektakularnom ZF-u "Ratovi zvijezda", dok su drugi upravo hvalili tu odluku zbog inteligentne, intimne i prigušene priče "Annie Hall" o jednoj neuspjeloj ljubavnoj vezi. 
Jeffrey M. Anderson je u svojoj recenziji napisao: "Ako je "Manhattan" nabolji film Woodya Allena, sa svojom prekrasnom crno-bijelom fotografijom, onda "Annie Hall" mora biti njegov najbolji scenarij. Film počinje sa Woodyem kako stoji i gleda u kamera, pričajući vic od Groucha Marxa o tome kako ne bi htio pripadati klubu koji bi ga imao za člana. Ovaj uvod razbija konvencionalne filmske granice, te nam govori da je sve u ovom filmu moguće, a Allen sve to iskorištava. Scenarij ide svugdje, vodeći likove natrag u prošlost - kako stoje u sobi sa samim sobom prije par godina, a ljudi na ulici komentiraju priču do sada. Woody se čak i u jednoj sceni pretvori u lik iz crtića..."Annie Hall" je osvježavajuća jer je pokazala nevjerojatan skok unaprijed u kreativnosti, istraživanju i kinematografijskoj radoznalosti u odnosu na Allenov prethodni film, vrlo duhovitu ali plitku komediju "Ljubav i smrt". On će nastaviti rasti i tijekom 80-ih i 90-ih, eksperimentirajući sa stilom, strukturom i likovima...Ovo nije normalna vrsta dobitnika Oscara za najbolji film. Očekivali biste da će "Julia" Freda Zinnemanna pobijediti - bila je ozbiljnija i respektabilnija. Ali tko danas gleda "Juliu" i zna za nju?".
Tim Dirks je zaključio: "Annie Hall" je Allenovo nezaobilazno remek-djelo puno dragocjenih, pametnih i slavnih djaloga" a Roger Ebert: "Film se usuđuje ulaziti dublje i ozbiljnije u svoj materijal od prethodnih Allenovih ostvarenja. "Annie Hall" je komedija, da, i ima trenutke koji su jednako smiješni kao i bilo što što je Allen do sada napravio, ali ipak predstavlja sazrijevanje autora...Allen se razvio u pametnog i zrelog redatelja. Možda se zato "Annie Hall" zove "nervozna romansa"; jer Allen i osobno malo nervozan oko ovog nostalgičnog, romantičnog i sentimentalnog materijala...On želi više nego samo nas natjerati da se smijemo. Kada tako analizira svoje vlastite odnose, svoje vlastite smjernice, kao da želi istražiti kako ličnost radi".

## Vanjske poveznice
- Annie Hall u internetskoj bazi filmova IMDb-a
- Annie Hall na Filmsite.org (na engleskom jeziku)
- Rottentomatoes.com (na engleskom jeziku)
- Esej o filmu  Arhivirana inačica izvorne stranice od 13. listopada 2006. (Wayback Machine)
- Online scenarij  Arhivirana inačica izvorne stranice od 7. listopada 2006. (Wayback Machine)